# 21414 Блументаль
21414 Блументаль (21414 Blumenthal) — астероїд головного поясу, відкритий 20 березня 1998 року.
Тіссеранів параметр щодо Юпітера — 3,446.